# Festival de la Canción de Eurovisión Junior 2016
El XIV Festival de la Canción de Eurovisión Junior se celebró en La Valeta, Malta, el domingo 20 de noviembre de 2016, después de que la representante maltesa Destiny Chukunyere ganara la edición del año pasado con la canción «Not My Soul». Entre los actos de intermedio en el festival estuvieron presentes Poli Genova de Bulgaria), y Jedward de Irlanda, este último formará parte del jurado de expertos.
El tema de este año es Embrace, que en español significa "Abraza".
Los países favoritos para llevarse el oro este año eran Italia y Rusia, seguidos de Macedonia, Armenia, Polonia y Bulgaria. Finalmente, y contra todo pronóstico, Georgia ganó por tercera vez tras una clara votación. Se alzó con 239 puntos con el nuevo sistema de votación. Le siguen Armenia con 232 puntos e Italia con 209, segunda y tercera posición respectivamente.

## Países participantes
De los 16 países fundadores, en esta edición participan seis: Bielorrusia, Chipre, Macedonia, Malta, Países Bajos y Polonia.
Algunas fuentes apuntaban a que Alemania y Estonia estaban en negociaciones para debutar, pero finalmente no debutarán en esta edición.
Andorra mostró interés en participar, pero más tarde, confirmó que no participaría en el certamen, debido por razones económicas.
Algunas fuentes apuntaban a que Bélgica, Croacia, España, Francia y Reino Unido estaban en negociaciones para regresar, pero finalmente no se materializó su esperado regreso, quedando un año más apartados del festival junior.
Lituania y Letonia estaban muy interesados en regresar a la competición. Sin embargo, confirmaron que no participarían en el certamen.
Suiza mostró interés en regresar, pero confirmó que no participaría en el certamen, debido al coste de la participación.
En esta edición participan Albania, Armenia, Australia, Bielorrusia, Bulgaria, Georgia, Irlanda, Italia, Macedonia, Malta, Países Bajos, Rusia, Serbia y Ucrania. Cabe destacar que Polonia, uno de los 16 países fundadores, regresa tras 12 años de ausencia tras participar únicamente en las dos primeras ediciones del festival junior. También retorna al festival otro de los fundadores, Chipre, tras su paréntesis en la edición anterior. Israel fue el último país en anunciar su regreso y cerró la lista de participantes. Regresa tras participar únicamente en la edición del 2012.
En principio, Australia quiso retirarse del festival, debido a su mala posición y puntuación en la edición anterior.
Andorra, Austria, Estonia, Islandia, República Checa, Finlandia, Bosnia y Herzegovina, Eslovaquia y Hungría confirmaron que no debutarían en esta edición, mientras que Suecia, Noruega, Dinamarca, Grecia, Moldavia, Portugal y Azerbaiyán anunciaron que no regresarían.
Rumanía, uno de los 16 países fundadores y que participó por última vez en 2009, no podrá participar a causa de su expulsión de la Unión Europea de Radiodifusión, mientras que Bosnia y Herzegovina no podrá debutar por el cese temporal de emisión y programación de su televisión pública.

### Canciones y selección
Según las reglas del festival, cada participante en el certamen deberá cantar en uno de los idiomas oficiales del país al que represente y solo un máximo del 25% de la canción podrá ser cantada en un idioma diferente al nativo. Se confirmaron un total de 17 países participantes en el certamen.
Además, los participantes deberán tener edades comprendidas entre los 9 y los 14 años, y máximo 6 personas en el escenario durante la presentación de cada país.
| País y TV               | Título original de la canción | Artista               | Proceso y fecha de selección                                                                          |
| País y TV               | Traducción al español         | Idiomas               | Proceso y fecha de selección                                                                          |
| ----------------------- | ----------------------------- | --------------------- | --- |
| Albania 'RTSH'          | "Besoj"                       | Klesta Qehaja         | Festivali Mbarëkombëtar i Këngës për Fëmijë 2016, 01-06-2016 (Presentación versión final, 07-11-2016) |
| Albania 'RTSH'          | Creo                          | Albanés e inglés      | Festivali Mbarëkombëtar i Këngës për Fëmijë 2016, 01-06-2016 (Presentación versión final, 07-11-2016) |
| Armenia AMPTV           | "Tarber"                      | Anahit y Mary         | Presentación canción, 28-10-2016 (cantantes elegidas internamente, 10-08-2016)                        |
| Armenia AMPTV           | Diferente                     | Armenio e inglés      | Presentación canción, 28-10-2016 (cantantes elegidas internamente, 10-08-2016)                        |
| Australia 'SBS'         | "We Are"                      | Alexa Curtis          | Presentación canción, 06-10-2016 (cantante elegida internamente, 28-09-2016)                          |
| Australia 'SBS'         | Somos                         | Inglés                | Presentación canción, 06-10-2016 (cantante elegida internamente, 28-09-2016)                          |
| Bielorrusia 'BTRC'      | "Musyka Moih Pobed"           | Alexander Minyonok    | Final nacional, 26-08-2016 (Presentación versión final, 19-10-2016)                                   |
| Bielorrusia 'BTRC'      | La música es mi única vía     | Ruso e inglés         | Final nacional, 26-08-2016 (Presentación versión final, 19-10-2016)                                   |
| Bulgaria 'BNT'          | "Valsheben Den"               | Lidia Ganeva          | Presentación canción, 02-10-2016 (cantante elegida en Final nacional, 11-06-2016)                     |
| Bulgaria 'BNT'          | Día mágico                    | Búlgaro e inglés      | Presentación canción, 02-10-2016 (cantante elegida en Final nacional, 11-06-2016)                     |
| Chipre 'CyBC'           | "Dance Floor"                 | George Michaelides    | Presentación canción, 03-10-2016 (cantante elegido internamente, 17-09-2016)                          |
| Chipre 'CyBC'           | Pista de baile                | Griego e inglés       | Presentación canción, 03-10-2016 (cantante elegido internamente, 17-09-2016)                          |
| Georgia GPB             | "Mzeo"                        | Mariam Mamadashvili   | Presentación canción, 24-10-2016 (cantante elegida en Final nacional, 30-09-2016)                     |
| Georgia GPB             | El sol                        | Georgiano             | Presentación canción, 24-10-2016 (cantante elegida en Final nacional, 30-09-2016)                     |
| Irlanda TG4             | "Bríce Ar Bhríce"             | Zena Donnelly         | Junior Eurovision Éire 2016, 06-11-2016                                                               |
| Irlanda TG4             | Ladrillo a ladrillo           | Gaélico e inglés      | Junior Eurovision Éire 2016, 06-11-2016                                                               |
| Israel IBA              | "Follow My Heart"             | Shir y Tim            | Presentación canción, 08-11-2016 (cantantes y canción elegidos internamente, 26-10-2016)              |
| Israel IBA              | Sigo mi corazón               | Hebreo e inglés       | Presentación canción, 08-11-2016 (cantantes y canción elegidos internamente, 26-10-2016)              |
| Italia 'Rai'            | "Cara Mamma" ("Dear Mom")     | Fiamma Boccia         | Elección interna, 11-10-2016                                                                          |
| Italia 'Rai'            | Querida mamá                  | Italiano e Inglés     | Elección interna, 11-10-2016                                                                          |
| Macedonia 'MKRTV'       | "Love Will Lead Our Way"      | Martija Stanojković   | Presentación canción, 10-10-2016 (cantante elegida internamente, 24-07-2016)                          |
| Macedonia 'MKRTV'       | El amor guiará nuestro camino | Macedonio e inglés    | Presentación canción, 10-10-2016 (cantante elegida internamente, 24-07-2016)                          |
| Malta PBS               | "Parachute"                   | Christina Magrin      | Presentación canción, 27-10-2016 (cantante elegida en Final nacional, 16-07-2016)                     |
| Malta PBS               | Paracaídas                    | Inglés                | Presentación canción, 27-10-2016 (cantante elegida en Final nacional, 16-07-2016)                     |
| Países Bajos 'AVROTROS' | "Kisses and Dancing"          | Kisses                | Junior Songfestival 2016, 27-05-2016 (Presentación canción, 25-09-2016)                               |
| Países Bajos 'AVROTROS' | Besos y baile                 | Neerlandés e inglés   | Junior Songfestival 2016, 27-05-2016 (Presentación canción, 25-09-2016)                               |
| Polonia 'TVP'           | "Nie Zapomnij"                | Olivia Wieczorek      | Krajowe Eliminacje, 15-10-2016                                                                        |
| Polonia 'TVP'           | No olvides                    | Polaco e inglés       | Krajowe Eliminacje, 15-10-2016                                                                        |
| Rusia 'RTR'             | "Water Of Life"               | Water of Life Project | Final nacional, 16-08-2016 (Presentación versión final, 06-10-2016)                                   |
| Rusia 'RTR'             | Agua de la vida               | Ruso e inglés         | Final nacional, 16-08-2016 (Presentación versión final, 06-10-2016)                                   |
| Serbia 'RTS'            | "U la la la"                  | Dunja Jeličić         | Elección interna, 06-10-2016                                                                          |
| Serbia 'RTS'            | -                             | Serbio                | Elección interna, 06-10-2016                                                                          |
| Ucrania 'NTU'           | "Planet Craves For Love"      | Sofia Rol             | Final nacional, 10-09-2016 (Presentación versión final, 07-10-2016)                                   |
| Ucrania 'NTU'           | El planeta anhela amor        | Ucraniano e inglés    | Final nacional, 10-09-2016 (Presentación versión final, 07-10-2016)                                   |

#### Artistas que regresan
- Dunja Jeličić: Participó como portavoz de los votos de Serbia en la edición anterior.

### Países Retirados
- Eslovenia: A pesar de qué obtuvo un buen resultado en la edición anterior y a pesar de manifestar su interés por seguir participando, decidió retirarse, debido a qué no estaba de acuerdo con los cambios implantados en la normativa del festival.
- Montenegro: Decidió retirarse, debido a los problemas económicos qué atraviesa la cadena.
- San Marino: Estaba interesado en seguir participando, la emisora de este país, declaró qué sí participa, le pediría un cantante extranjero y de hecho había confirmado su participación. Sin embargo, decidió retirarse, debido a los problemas financieros.

## Festival

### Orden de actuación
| N.º | País            | Artista(s)            | Canción                                      | Lugar | Puntos |
| --- | --------------- | --------------------- | -------------------------------------------- | ----- | ------ |
| 01  | Irlanda         | Zena Donnelly         | "Bríce Ar Bhríce"                            | 10    | 122    |
| 02  | Armenia         | Anahit y Mary         | "Tarber"                                     | 2     | 232    |
| 03  | Albania         | Klesta Qehaja         | "Besoj"                                      | 13    | 38     |
| 04  | Rusia           | Water of Life Project | "Water Of Life"                              | 4     | 202    |
| 05  | Malta           | Christina Magrin      | "Parachute"                                  | 6     | 191    |
| 06  | Bulgaria        | Lidia Ganeva          | "Valsheben Den"                              | 9     | 161    |
| 07  | Macedonia (ARY) | Martina Stanojkovic   | "Love Will Lead Our Way"                     | 12    | 41     |
| 08  | Polonia         | Olivia Wieczorek      | "Nie Zapomnij"                               | 11    | 60     |
| 09  | Bielorrusia     | Alexander Minyonok    | "Musyka Moih Pobed" ("Music is my only way") | 7     | 177    |
| 10  | Ucrania         | Sofia Rol             | "Planet Craves For Love"                     | 14    | 30     |
| 11  | Italia          | Fiamma Boccia         | "Cara Mamma" ("Dear Mom")                    | 3     | 209    |
| 12  | Serbia          | Dunja Jeličić         | "U la la la"                                 | 17    | 14     |
| 13  | Israel          | Shir y Tim            | "Follow My Heart"                            | 15    | 27     |
| 14  | Australia       | Alexa Curtis          | "We Are"                                     | 5     | 202    |
| 15  | Países Bajos    | Kisses                | "Kisses and Dancin"                          | 8     | 174    |
| 16  | Chipre          | George Michaelides    | "Dance Floor"                                | 16    | 27     |
| 17  | Georgia         | Mariam Mamadashvili   | "Mzeo"                                       | 1     | 239    |

### Portavoces
| - Albania - Juna Dizdari - Armenia - Michael Varosyan (Representante de Armenia en la edición anterior, portavoz de Armenia en 2012 y exintegrante del grupo Compass Band) - Australia - Sebastian Hill - Bielorrusia - Ruslan Aslanov (Representante de Bielorrusia en la edición anterior) - Bulgaria - Milen Pavlov - Chipre - Loucas Demetriou - Georgia - Elene Sturua - Irlanda - Andrea Leddy - Israel - Itay Limor - Italia - Jade Scicluna |  | - Macedonia (A.R.Y) - Antonija Dimitrijevska - Malta - Gaia Cauchi (Representante y ganadora en 2013) - Países Bajos - Anneloes - Polonia - Nicoletta Włodarczyk - Rusia - Mijaíl Smirnov (Representante de Rusia en la edición anterior) - Serbia - Tomislav Radojević - Ucrania - Anna Trincher (Representante de Ucrania en la edición anterior) |  |

### Tabla de puntuaciones
|               |                    | Votantes           |                    |                  |                  |                     |                                |                    |                        |                    |                   |                   |                   |                      |                             |                   |                    |    |    |
| Total         | Bandera de Irlanda | Bandera de Armenia | Bandera de Albania | Bandera de Rusia | Bandera de Malta | Bandera de Bulgaria | Bandera de Macedonia del Norte | Bandera de Polonia | Bandera de Bielorrusia | Bandera de Ucrania | Bandera de Italia | Bandera de Serbia | Bandera de Israel | Bandera de Australia | Bandera de los Países Bajos | Bandera de Chipre | Bandera de Georgia |    |    |
| Participantes | Irlanda            | 56                 |                    |                  | 1                | 1                   | 12                             | 3                  |                        |                    |                   | 10                | 12                | 6                    |                             | 8                 |                    | 3  |    |
| Participantes | Armenia            | 99                 | 4                  |                  |                  | 7                   | 10                             | 8                  | 10                     |                    | 10                | 2                 |                   | 12                   | 10                          | 4                 | 7                  | 7  | 8  |
| Participantes | Albania            | 23                 |                    |                  |                  | 2                   | 4                              |                    |                        |                    | 2                 |                   | 5                 | 7                    |                             | 1                 |                    | 2  |    |
| Participantes | Rusia              | 68                 | 7                  | 6                | 4                |                     |                                | 1                  | 8                      | 7                  | 7                 | 4                 | 2                 | 5                    | 5                           | 2                 | 3                  | 4  | 3  |
| Participantes | Malta              | 80                 | 1                  | 4                | 7                | 3                   |                                | 5                  | 6                      | 1                  | 8                 | 5                 | 10                |                      | 1                           | 12                |                    | 10 | 7  |
| Participantes | Bulgaria           | 78                 | 3                  | 8                | 6                |                     | 6                              |                    | 7                      | 12                 | 5                 | 3                 | 7                 | 1                    |                             | 7                 | 6                  | 1  | 6  |
| Participantes | Macedonia          | 17                 |                    |                  | 2                |                     | 2                              |                    |                        |                    |                   |                   | 1                 | 3                    | 2                           | 5                 | 2                  |    |    |
| Participantes | Polonia            | 21                 |                    | 2                |                  | 4                   | 1                              |                    | 2                      |                    | 1                 |                   | 6                 |                      | 4                           |                   |                    |    | 1  |
| Participantes | Bielorrusia        | 92                 | 8                  | 7                |                  | 12                  | 5                              | 10                 | 3                      | 5                  |                   |                   |                   |                      | 12                          | 10                | 10                 | 8  | 2  |
| Participantes | Ucrania            | 18                 |                    | 3                |                  |                     |                                | 2                  |                        | 4                  |                   |                   |                   |                      | 3                           |                   | 1                  |    | 5  |
| Participantes | Italia             | 84                 | 10                 | 1                | 8                | 5                   |                                | 6                  | 12                     | 6                  | 4                 | 6                 |                   | 2                    | 7                           |                   | 8                  | 5  | 4  |
| Participantes | Serbia             | 5                  |                    |                  |                  |                     |                                |                    | 5                      |                    |                   |                   |                   |                      |                             |                   |                    |    |    |
| Participantes | Israel             | 6                  |                    |                  | 3                |                     |                                |                    |                        | 2                  |                   | 1                 |                   |                      |                             |                   |                    |    |    |
| Participantes | Australia          | 86                 | 5                  | 5                | 10               | 6                   | 8                              | 4                  | 1                      | 10                 | 6                 | 7                 | 8                 |                      |                             |                   | 4                  |    | 12 |
| Participantes | Países Bajos       | 94                 | 6                  | 10               | 5                | 8                   | 7                              | 7                  | 4                      | 3                  | 3                 | 8                 | 4                 | 4                    | 6                           | 3                 |                    | 6  | 10 |
| Participantes | Chipre             | 15                 | 2                  |                  |                  |                     |                                |                    |                        |                    |                   |                   |                   | 8                    |                             |                   | 5                  |    |    |
| Participantes | Georgia            | 144                | 12                 | 12               | 12               | 10                  | 3                              | 12                 |                        | 8                  | 12                | 12                | 3                 | 10                   | 8                           | 6                 | 12                 | 12 |    |

#### Máximas puntuaciones
| N.º | A           | De                                                                              |
| --- | ----------- | ------------------------------------------------------------------------------- |
| 8   | Georgia     | Irlanda, Armenia, Albania, Bulgaria, Bielorrusia, Ucrania, Países Bajos, Chipre |
| 2   | Bielorrusia | Rusia, Israel                                                                   |
| 2   | Irlanda     | Malta, Italia                                                                   |
| 1   | Italia      | ARY Macedonia                                                                   |
| 1   | Bulgaria    | Polonia                                                                         |
| 1   | Armenia     | Serbia                                                                          |
| 1   | Malta       | Australia                                                                       |
| 1   | Australia   | Georgia                                                                         |

### Despliegue de votaciones
Una de las novedades que se incorporó solamente en esta edición del Festival de Eurovisión Junior fue la eliminación del televoto, sustituyéndolo por un jurado de profesionales de cada país participante más un jurado compuesto por niños con edades similares a las de los participantes.